# Marco Vitelli
Marco Vitelli (Atessa, 4 aprile 1996) è un pallavolista italiano, centrale del Verona.

## Carriera

### Club
La carriera di Marco Vitelli comincia nella stagione 2013-14 quando entra nella Lube, affiancando all'attività in Serie B1, anche qualche presenza in prima squadra in Serie A1: la stessa situazione si ripete anche nell'annata successiva, mentre in quella 2015-16 passa stabilmente in prima squadra.
Nella stagione 2016-17 si accasa in prestito al Molfetta, mentre in quella successiva, con la stessa formula, è al Porto Robur Costa di Ravenna con cui vince la Challenge Cup 2017-18. 
Nella stagione 2018-19 viene ingaggiato dalla Callipo, dove resta per due annate, per poi vestire la maglia del Padova a partire dalla stagione 2020-21. Dopo un biennio trascorso nel club veneto, per il campionato 2022-23 si trasferisce alla Powervolley Milano e in quello 2024-25 al Verona, sempre in Superlega.

### Nazionale
Dal 2013 al 2017 viene convocato nelle nazionali giovanili italiane.
Nel 2015 ottiene le prime convocazioni nella nazionale maggiore, con cui nel 2022 conquista la medaglia di bronzo ai XIX Giochi del Mediterraneo, mentre, l'anno successivo, vince l'oro ai XXXI Giochi mondiali universitari estivi.

## Palmarès

### Club
- Challenge Cup: 1

2017-18

### Nazionale (competizioni minori)
- Giochi del Mediterraneo 2022
- Giochi mondiali universitari estivi 2023